# 檀林寺
檀林寺（だんりんじ）は、平安時代初期に嵯峨天皇の皇后・橘嘉智子が唐の僧侶・義空を招いて京都の嵯峨に開山させた禅宗の尼寺。
今日では廃絶している。

## 歴史
承和年間（834年～848年）、嵯峨天皇の皇后・橘嘉智子（檀林皇后）により洛西嵯峨野に創建、開山は唐僧義空。京都で最初に禅を講じた寺として知られるが、禅宗は広まらず、失望した義空もすぐに帰国したという。『文徳実録』によれば、盛時は壮大な寺院となり、塔頭十二坊を数えたと伝えられる。皇后の没後急速に衰え、平安中期の一条天皇の頃には廃絶したとみられる。
檀林寺の鐘の音が土中から聞こえてくるという話を聞いた女流歌人赤染衛門が、寺の荒廃を哀れんで詠んだ歌が残されている。
ありしにも あらずなり行く 鐘の音 つきはてん世ぞ 哀れなるべき—赤染衛門
跡地には浄金剛院や西禅寺などがあったとされ、14世紀に今の天龍寺が建てられ、夢窓疎石が営んだ。嵐山の竹林に鎮座する野宮神社の南側道路脇に、寺の跡地を示す石柱が建つ（外部リンク参照）。

## 法寳閣檀林寺
法寳閣檀林寺（ほうぼうかくだんりんじ）は、京都市右京区にある真言宗系の単立寺院。山号は松森山。本尊は准胝仏母。
昭和39年（1964年）に壇林皇后の遺徳を偲んで再興したとされる。門前に「禅傳来本朝最初發祥之遺蹟 法寳閣 檀林寺」と刻まれた大きな石標が立つ。霊宝館には、「皇后ゆかりの品」をはじめ、日本、中国の仏教美術の数々が納められている。
平安期の檀林寺とは直接関係がない。